# Zimbabwe i olympiska sommarspelen 1992
Zimbabwe deltog i de olympiska sommarspelen 1992 med en trupp bestående av 19 deltagare, men ingen av landets deltagare erövrade någon medalj.

## Friidrott
Herrarnas 100 meter
- Fabian Muyaba
  - Heat — 10,84 (→ gick inte vidare)

Herrarnas 5 000 meter
- Tendai Chimusasa
  - Heat — 13:50,16 (→ gick inte vidare)

Herrarnas 10 000 meter
- Tendai Chimusasa
  - Heat — 29:17,26 (→ gick inte vidare)

Herrarnas maraton
- Cephas Matafi — 2:26,17 (→ 58:e plats)

Herrarnas längdhopp
- Ndabezinhle Mdhlongwa
  - Kval — 6,96 m (→ gick inte vidare)

Herrarnas tresteg
- Ndabezinhle Mdhlongwa
  - Kval — 14,96 m (→ gick inte vidare)

## Simhopp
Herrarnas 3 m
- Evan Stewart
  - Kval — 345,87 poäng (→ gick inte vidare, 20:e plats)

Damernas 3 m
- Tracy Cox-Smyth
  - Kval — 277,95 poäng (→ gick inte vidare, 13:e plats)